# Daijiro Okuda
Daijiro Okuda (奥田 大二郎 Okuda Daijiro?), född 23 april 1989 i Tokyo prefektur, är en japansk fotbollsspelare.
Okuda började sin karriär 2012 i Fujieda MYFC. Han spelade 81 ligamatcher för klubben. Han avslutade karriären 2015.